# Still Stills: The Best of Stephen Stills
| Recensione | Giudizio |
| ---------- | -------- |
| AllMusic   |          |

Still Stills: The Best of Stephen Stills è una compilation di Stephen Stills, pubblicato dall'etichetta discografica Atlantic Records nel dicembre del 1976.

## Tracce
Lato A
1. Love the One You're With – 3:03 (Stephen Stills) – Tratto dall'album: Stephen Stills (1970)
2. It Doesn't Matter – 2:30 (Chris Hillman, Stephen Stills) – Tratto dall'album: Manassas (1972)
3. We Are Not Helpless – 4:17 (Stephen Stills) – Tratto dall'album: Stephen Stills (1970)
4. Marianne – 2:27 (Stephen Stills) – Tratto dall'album: Stephen Stills 2 (1971)
5. Bound to Fall – 1:57 (Mike Brewer, Tom Mastin) – Tratto dall'album: Manasas (1972)
6. Isn't It About Time – 3:02 (Stephen Stills) – Tratto dall'album: Down the Road (1973)

Durata totale: 17:16
Lato B
1. Change Partners – 3:13 (Stephen Stills) – Tratto dall'album: Stephen Stills 2 (1971)
2. Go Back Home – 5:56 (Stephen Stills) – Tratto dall'album: Stephen Stills (1970)
3. Johnny's Garden – 2:46 (Stephen Stills) – Tratto dall'album: Manassas (1972)
4. Medley – 3:34 – Tratto dall'album: Manassas (1972)
5. Sit Yourself Down – 3:05 (Stephen Stills) – Tratto dall'album: Stephen Stills (1970)

Durata totale: 18:34

## Musicisti
Love the One You're With
- Stephen Stills - voce, chitarra, organo, steel drum, percussioni
- Calvin Fuzzy Samuels - basso
- Jeff Whittaker - congas
- Rita Coolidge - cori
- Priscilla Jones - cori
- John Sebastian - cori
- David Crosby - cori
- Graham Nash - cori

It Doesn't Matter
- Stephen Stills - voce, chitarra, chitarra bottleneck, chitarra acustica
- Chris Hillman - chitarra, basso, cori
- Al Perkins - chitarra, chitarra steel, cori
- Paul Harris - organo, pianoforte tack, pianoforte
- Joe Lala - congas, timbales, percussioni, cori
- Dallas Taylor - batteria

We Are Not Helpless
- Stephen Stills - voce, chitarra, tastiere, basso
- Richie - batteria
- Rita Coolidge - cori
- Priscilla Jones - cori
- Claudia Lanier - cori
- John Sebastian - cori
- Cass Elliot - cori
- David Crosby - cori
- Graham Nash - cori
- Shirley Matthews's Chorus - cori
- Booker T. Jones - cori
- Arif Mardin - arrangiamenti

Marianne
- Stephen Stills - voce, chitarra, tastiere, basso, arrangiamento, conduttore musicale
- Eric Clapton - chitarra
- Nils Lofgren - chitarra, tastiere, cori
- Mac Rebennack - tastiere
- Paul Harris - tastiere
- Billy Preston - tastiere
- Calvin Fuzzy Samuels - basso
- Dallas Taylor - batteria
- Conrad Isidore - batteria
- Rocky Dijon - congas
- Gaspar Lawrawal - congas
- David Crosby - cori
- Henry Diltz - cori
- Fearless Freddy - cori

Bound to Fall
- Stephen Stills - voce, chitarra, chitarra bottleneck, chitarra acustica
- Chris Hillman - chitarra, basso, cori
- Al Perkins - chitarra, chitarra steel, cori
- Paul Harris - organo, pianoforte tack, pianoforte
- Joe Lala - congas, timbales, percussioni, cori
- Dallas Taylor - batteria

Isn't It About Time
- Stephen Stills - voce, chitarra slide, chitarra, pianoforte, organo, basso
- Dallas Taylor - batteria
- Chris Hillman - chitarra, basso, mandolino, cori
- Joe Lala - congas, timbales, percussioni, cori
- Al Perkins - chitarra pedal steel, chitarra, banjo
- Fuzzy Samuels - basso, cori
- Paul Harris - pianoforte, organo
- Joe Walsh - chitarra slide
- Bobby Whitlock - tastiere, cori

Change Partners
- Stephen Stills - voce, chitarra, tastiere, basso, arrangiamento, conduttore musicale
- Eris Clapton - chitarra
- Nils Lofgren - chitarra, tastiere, cori
- Mac Rebennack - tastiere
- Paul Harris - tastiere
- Billy Preston - tastiere
- Calvin Fuzzy Samuels - basso
- Dallas Taylor - batteria
- Conrad Isidore - batteria
- Rocky Dijon - congas
- Gaspar Lawrawal - congas
- David Crosby - cori
- Henry Diltz - cori
- Fearless Freddy - cori

Go Back Home
- Stephen Stills - voce, chitarra, tastiere
- Eric Clapton - chitarra
- Calvin Fuzzy Samuels - basso
- John Barbata - batteria
- Rita Coolidge - cori
- Priscilla Jones - cori
- Claudia Lanier - cori
- John Sebastian - cori
- Cass Elliot - cori
- David Crosby - cori

Johnny's Garden
- Stephen Stills - voce, chitarra, chitarra bottleneck, chitarra acustica
- Chris Hillman - chitarra, basso, cori
- Al Perkins - chitarra steel, chitarra, cori
- Paul Harris - organo, pianoforte tack, pianoforte
- Joe Lala - congas, timbales, percussioni, cori
- Dallas Taylor - batteria

Rock & Roll Crazies / Cuban Bluegrass
- Stephen Stills - voce, chitarra, pianoforte, organo, pianoforte elettrico, clavinet
- Chris Hillman - chitarra, mandolino, cori
- Al Perkins - chitarra, chitarra steel, cori
- Joe Lala - congas, timbales, percussioni, cori
- Stoney George - armonica
- Paul Harris - pianoforte, organo, pianoforte elettrico, clavinet
- Jerry Aiello - pianoforte, organo, pianoforte elettrico, clavinet
- Calvin Fuzzy Samuels - basso
- Bill Wyman - basso
- Roger Bush - basso acustico
- Byron Berline - fiddle
- Dallas Taylor - batteria

Sit Yourself Down
- Stephen Stills - voce, chitarra solista, pianoforte
- Calvin Fuzzy Samuels - basso
- John Barbata - batteria
- Rita Coolidge - cori
- Priscilla Jones - cori
- Claudia Lanier - cori
- John Sebastian - cori
- Cass Elliot - cori
- David Crosby - cori
- Graham Nash - cori[4]